# Герб Піткерну

Герб Піткерну

Герб Піткерну (англ. Coat of arms of the Pitcairn Islands) — один з державних символів заморського британського володіння Острова Піткерн.
Герб вперше був введений 4 листопада 1969 року. Центральне місце в щиті герба займає зображення якоря і Біблії з корабля «Баунті». У верху герба зображені квітка теспезиї звичайної і тачка. Сам герб знаходиться в жовто-зеленому обрамленні.